# Theodor Kocher
Emil Theodor Kocher, född 25 augusti 1841 i Bern, Schweiz död 27 juli 1917 i Bern, Schweiz var en schweizisk kirurg och nobelpristagare.

## Biografi
Kocher blev 1865 medicine doktor och kallades 1872 till professor i kirurgi i Bern. Han kom att utöva ett mycket stort och vittomfattande inflytande inom kirurgin med arbeten som Zur Lehre von den Schusswunden durch Kleinkalibergeschosse (1895) och läroböcker som Chirurgische Operationslehre, Hirnerschütterungen, Hirndruck und chirurgische Eingriffe bei Hirnkrankheit (1906), Vorlesungen über chirurgische Infektionskrankheiten, medförfattare Ernst Tavel (1895). Bland dessa har hans undersökningar om sköldkörtelns sjukdomar och deras kirurgiska behandling tilldragit sig den största uppmärksamheten.
År 1909 erhöll han Nobelpriset i fysiologi eller medicin för sina arbeten om sköldkörtelns fysiologi, patologi och kirurgi och han blev därmed den förste kirurg som tilldelades Nobelpris i medicin. Tre år efter det att han hade fått nobelpriset donerade han 200 000 schweizerfranc till sitt universitet för att användas till ett forskningsinstitut inom biologi.

## Medicinsk verksamhet
Av medicinsk betydelse var dels att Kocher observerade, att patienternas personlighet förändrades efter att sköldkörteln opererats bort på dem, vilket motsade dels den rådande uppfattningen, att organet inte hade någon egentlig betydelse och dels insikten om infektioners betydelse både generellt och i samband med kirurgiska ingrepp, vilket började få acceptans bland läkare vid tiden då han blev yrkesverksam. Han blev en viktig företrädare för den nya synen på aseptikens betydelse under operationer, vilket visade sig i att han genomförde mer än 7 000 strumaoperationer och under hans karriär minskade den operativa dödligheten påtagligt från 15 procent till en procent beroende dels på aseptisk teknik och dels hans hantverksskicklighet under operationerna. 

## Övrigt
Asteroiden 2087 Kochera är uppkallad efter honom.
Kocher var bland annat ledamot av Vetenskapssocieteten i Uppsala (1894) och av Vetenskapsakademien (1900).